# Ceres (Califórnia)
Ceres é uma cidade localizada no estado americano da Califórnia, no condado de Stanislaus. Foi incorporada em 25 de fevereiro de 1918.

## Geografia
De acordo com o United States Census Bureau, a cidade tem uma área de 20,8 km², onde 20,7 km² estão cobertos por terra e 0,03 km² por água.

### Localidades na vizinhança
O diagrama seguinte representa as localidades num raio de 8 km ao redor de Ceres. 

## Demografia
Segundo o censo nacional de 2010, a sua população é de 45 417 habitantes e sua densidade populacional é de 2 189,21 hab/km². É a cidade mais densamente povoada do condado de Stanislaus. Possui 13 673 residências, que resulta em uma densidade de 659,07 residências/km².